# Nazarovova cyklizace
Nazarovova cyklizace je chemická reakce používaná na přípravu cyklopentenonů. Podle použitých činidel a substrátů se dělí na klasické a moderní varianty. Objevil ji Ivan Nikolajevič Nazarov v roce 1941 při výzkumu přesmyků allylvinylketonů.
Nazarovova cyklizace spočívá v aktivaci divinylketonu pomocí stechiometrického množství Lewisovy nebo protické kyseliny. Hlavním krokem reakčního mechanismu je kationtové 4π-electrocyklické uzavírání kruhu, kterým se vytváří cyklopentenon. Jako Nazarovovy cyklizace se také označují obdobné později vyvinuté reakce, které využívají jiné substráty než divinylketony a jiné spouštěče než Lewisovy kyseliny, přičemž probíhají podobným mechanismem.
Nazarovovy cyklizace se v organické syntéze používají často, protože cyklopentenonové skupiny se vyskytují v přírodních látkách (například jasmonech, aflatoxinech a prostaglandinech) a mají tak využití jako meziprodukty totálních syntéz.

## Mechanismus

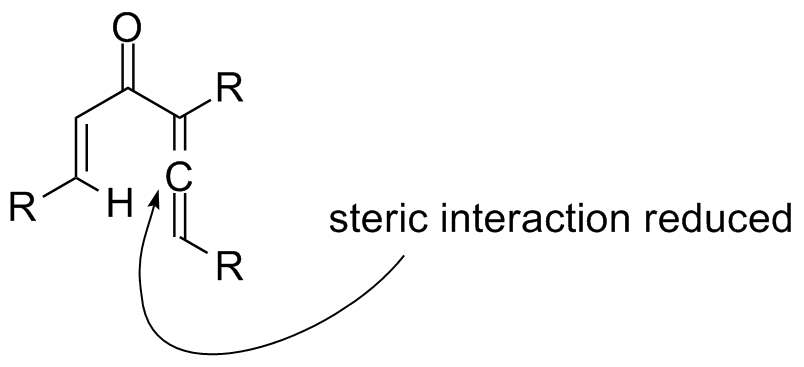
Allenové substráty mají při Nazarovových cyklizacích menší sterické efekty.

Mechanismus klasické Nazarovovy cyklizace poprvé objasnil Charles Shoppee, když experimentálně došel k závěru, že jde o vnitromolekulární elektrocyklizaci. Aktivace ketonukyselinou vytvoří pentadienylový kation, který projde 4π elektrocyklizací, podle Woodwardových–Hoffmannových pravidel konrotační; tímto krokem vznikne oxyallylový kation, z něhož se odštěpí β-vodík. Následná tautomerizace převede enolát na cyklopentenon.

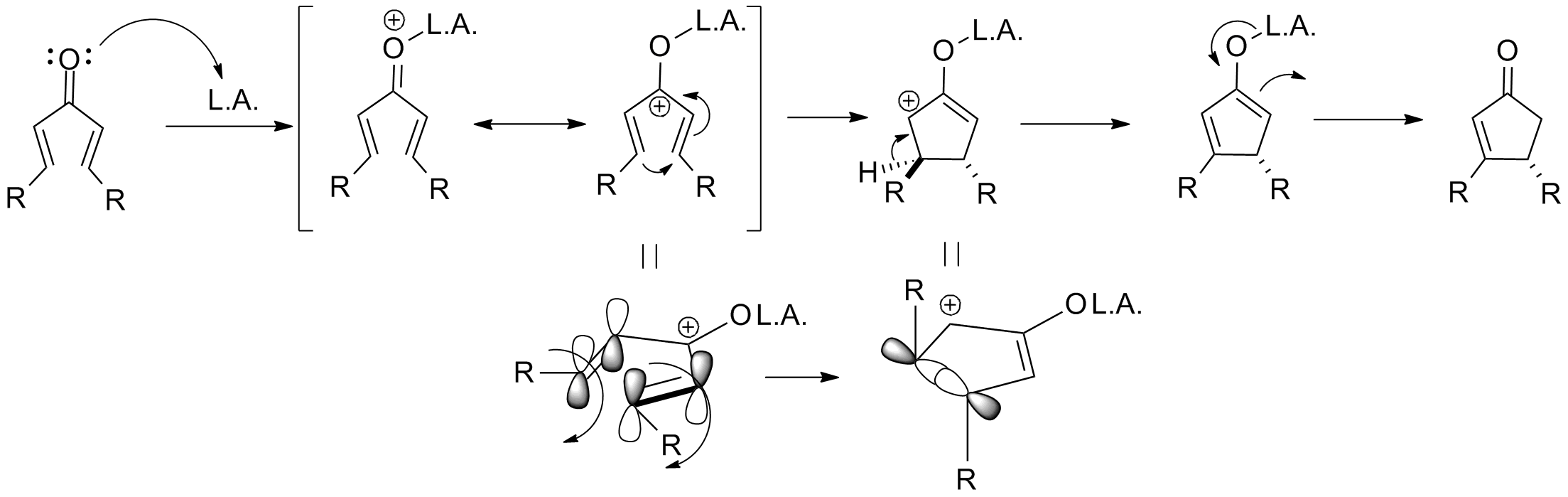
Mechanismus klasické Nazarovovy cyklizace aktivované Lewisovou kyselinou; α- a β-substituce nejsou pro reakci nutné a lze také použít sloučeniny se složitějšími α-substituenty.

Jsou známy i obměny této reakce; mezi Nazarovovy cyklizace se obecně řadí reakce, při kterých vzniká pentadienylový kation a následně probíhá elektrocyklické uzavření kruhu na oxyallylový kation. K úspěšnému provedení musí být molekula v s-trans/s-trans konformaci, aby vinylové skupiny byly správně orientované. Nutnost zaujmutí této konformace má výrazný vliv na rychlost reakce; α-substitované substráty mají v důsledku allylového napětí vyšší zastoupení vhodných konformerů. Navázání elektronu α-substituentu na katalyzátor tak může reakci vnucením této konformace urychlit.

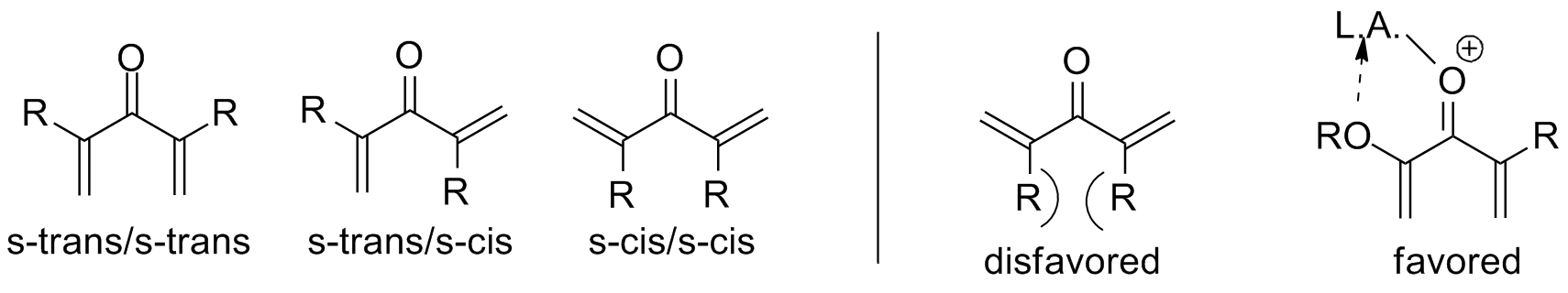
Konformace vhodné pro Nazarovovu cyklizaci; Lewisova kyselina se navazuje na s-cis konformer.

Podobně β-substituce omezuje u řady substrátů s-trans konformaci do takové míry, že nad cyklizací převažuje E-Z-izomerizaci, přičemž se utváří bez ohledu na výchozí konfiguraci trans-cyklopentenon. Takovéto Nazarovovy cyklizace jsou jedněmi z mála stereoselektivních pericyklických reakcí, což souvisí s tím, že elektrocyklizace většinou jsou stereospecifické. Níže je zobrazeno využití triethylsilanu na zachycení oxyallyového kationtu, kdy tak nedochází k eliminaci.

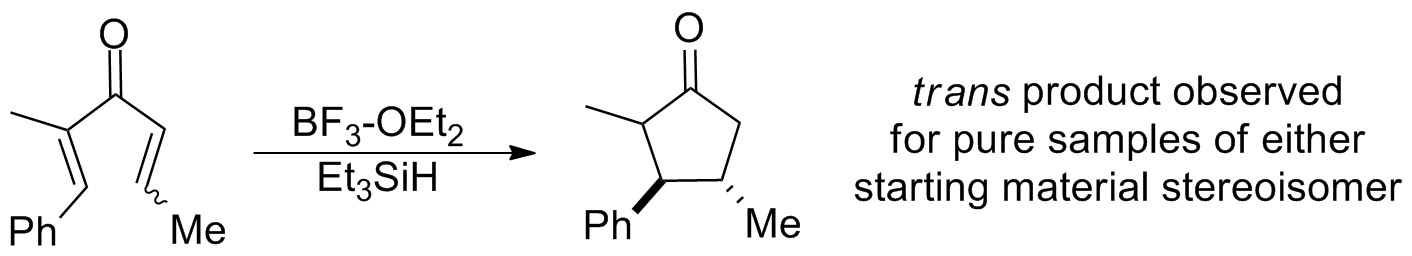
Stereoselektivita Nazarovovy cyklizace potvrzená redukčním zachycováním

Obdobným způsobem byly zkoumány allenylvinylketony a zjistilo se, že u nich v důsledku odstranění β-vodíků dochází k výraznému urychlení reakce, jelikož má s-cis konformer velké kruhové napětí.

## Klasické Nazarovovy cyklizace

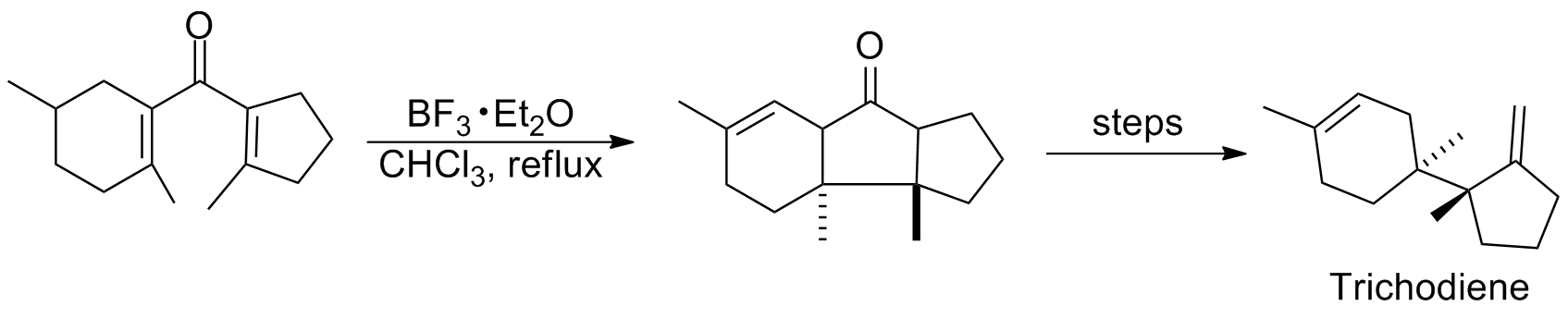
Syntéza trichodienu s využitím klasické Nazarovovy cyklizace

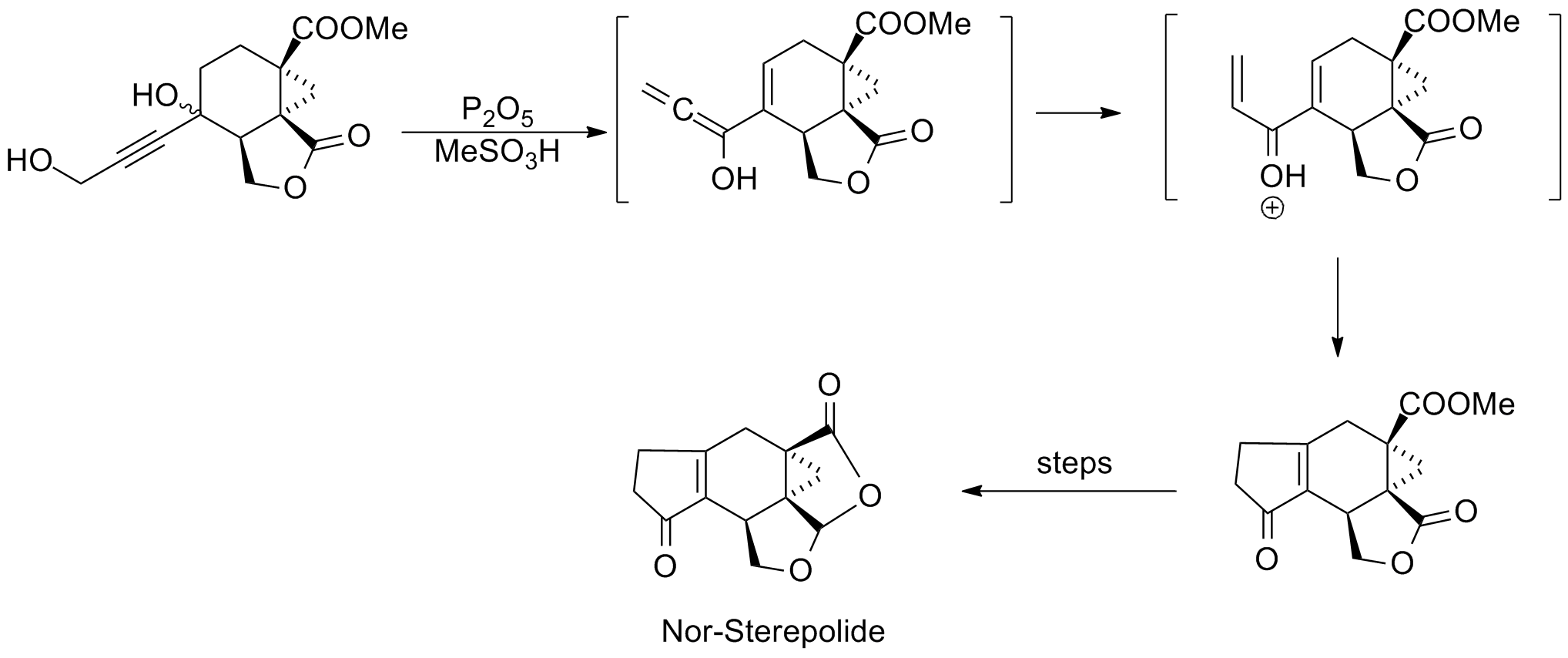
Syntéza norsterepolidu s využitím klasické Nazarovovy cyklizace

Přestože byly cyklizace podobné výše uvedeným známy již před vydáním Nazarovova článku, tak jeho výzkum přesmyků allylvinylketonů byl prvním významným příspěvkem v této oblasti. Nazarov zjistil, že allylové alkeny se izomerizují na divinylketony ještě před vznikem cyklopentenonu. V níže znázorněné reakci potřebný keton vzniká oxymerkurací alkynu.

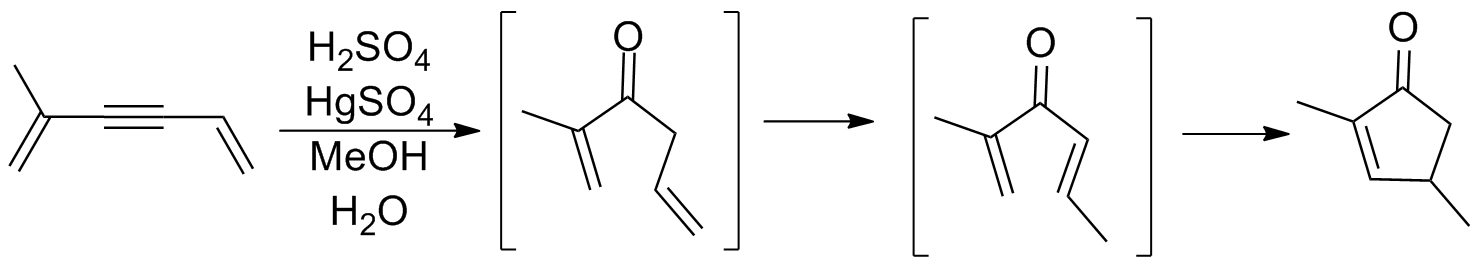
Prvotní výzkum Nazarovových cyklizací

Další výzkum po několik let nebyl výrazný, až v 80. letech byly popsány syntézy využívající Nazarovovy cyklizace. Na následujících obrázcích jsou uvedeny kroky syntézy trichodienu a norsterepolidu, u druhé z těchto látek probíhá izomerizace alkynu na allen, kterou se tvoří divinylketon.

### Nevýhody
Klasické Nazarovy cyklizace mají několik nevýhod, které se snaží překonat moderní varianty. První dvě nevyplývají ze samotného mechanismu, ale jsou významnými ukazateli překážek cyklizací; zbylé tři souvisí se selektivitou eliminací a protonací meziproduktů.
1. Pro reakci jsou obvykle potřebné silné Lewisovy nebo protické kyseliny (například chlorid titaničitý, fluorid boritý, nebo kyselina methansulfonová). Tyto spouštěče vylučují použití substrátů s citlivými funkčními skupinami.
2. Přestože je katalytická podoba mechanisticky možná, tak je často nutné použít několik ekvivalentů spouštěče, aby reakce proběhla s dostatečnou účinností.
3. Eliminační krok není regioselektivní; pokud se může eliminovat více β-vodíků, tak zpravidla vzniká ají směsi několika produktů, které se obtížně oddělují.
4. Eliminace nezachovává případná stereocentra, což snižuje využitelnost reakce.
5. Protonace enolátu někdy není stereoselektivní, takže vzniká několik různých epimerů.

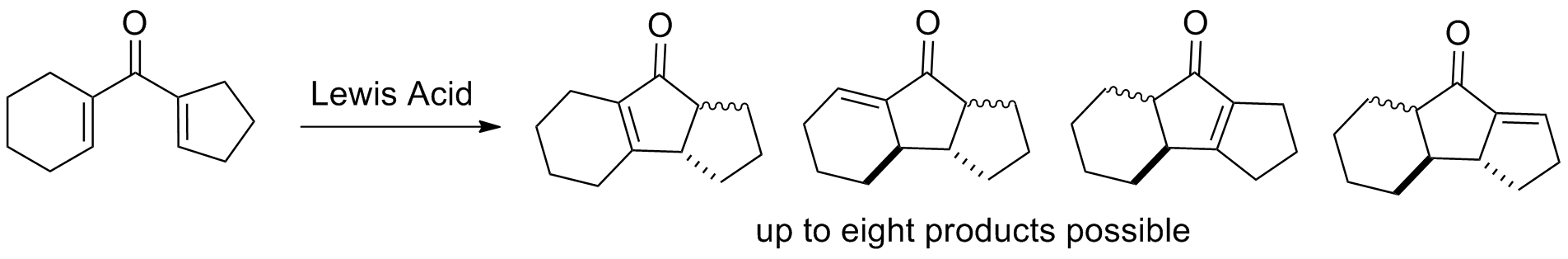
Nevýhody klasických Nazarovových cyklizací

## Moderní podoby
Výše uvedené nedostatky omezují využitelnost klasických Nazarovových cyklizacích, bylo ale vyvinuto několik obměn, které je obcházejí. Výzkum se převážně zaměřuje na tyto oblasti: katalytické provedení, zlepšení účinnosti používáním slabších spouštěčů, které rozšíří rozsah použitelných funkčních skupin, řízení regioselekivity eliminace, a zlepšení celkové stereoselektivity. Jsou také popsány varianty zrychlující průběh reakce, buď neobvyklým způsobem tvorby pentadienylového kationtu, nebo „protnutím“ oxyallylového iontu. Také byly vyvinuty enantioselektivní varianty.
Níže jsou uvedeny příklady těchto obměn.

### Cyklizace řízené sloučeninami křemíku

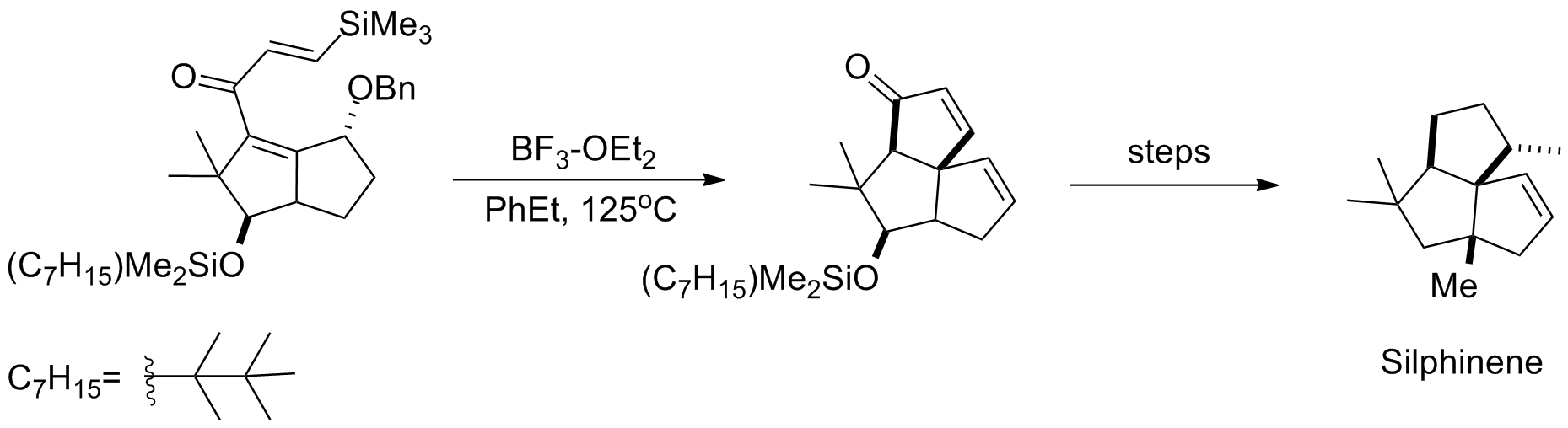
Syntéza silfinenu s využitím Nazarovovy cyklizace

První pokusy o zlepšení selektivity Nazarovových cyklizací byly zaměřeny na využití beta-křemíkového efektu za účelem řízení regioselektivity eliminačního kroku. Tento postup zkoumal v 80. letech Scott Denmark z Univerzity Illinois v Urbana Champaign, který ke spouštění reakcí používal stechiometrická množství chloridu železitého. U bicyklických produktů, v různé míře, převažovaly cis-izomery.

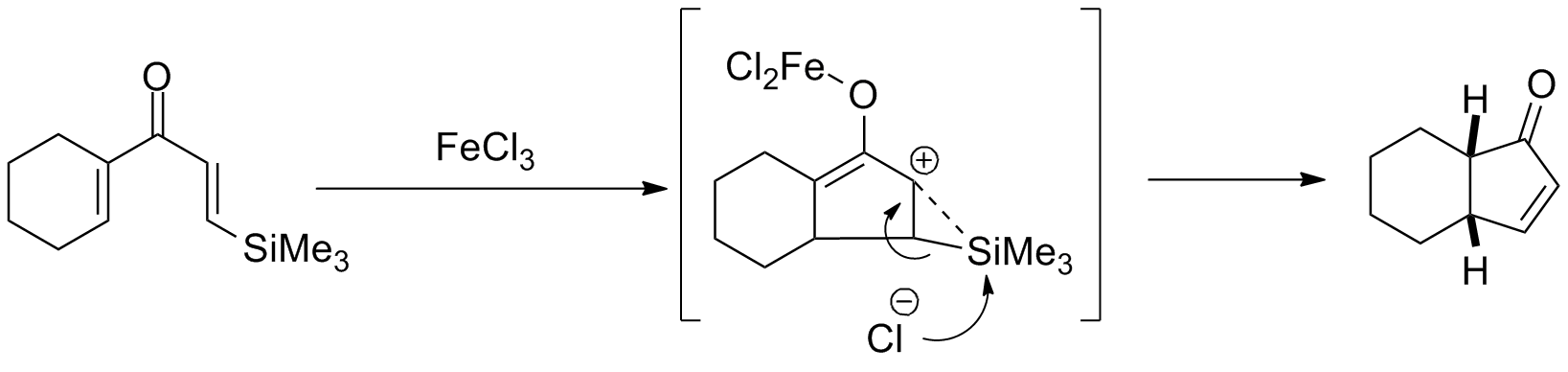
Nazarovova cyklizace řízená křemíkem

Nazarovova cyklizace řízená křemíkem byla poté použita při syntéze přírodní látky silfinenu. Cyklizace proběhla před odštěpením benzylalkoholové chránicí skupiny, takže stereochemii vzniklého kruhu byla ovládána přibližováním silylalkenu v poloze anti vůči etheru.

### Polarizace
Substituenty mohou reakci ovlivňovat několika způsoby, Alison Frontier z Rochesterské univerzity odlišila „polarizované“ Nazarovovy cyklizace, při kterých se ke zlepšení selektivity používají skupiny dodávající nebo odtahující elektrony. Vytvoření vinylových nukleofilních a elektrofilních skupin na substrátech umožňuje aktivování reakcí triflátem měďnatým a regioselektivní eliminaci. Skupiny odtahující elektrony zvyšují kyselost α-protonů, díky čemuž lze selektivně připravovat trans-α-epimery.

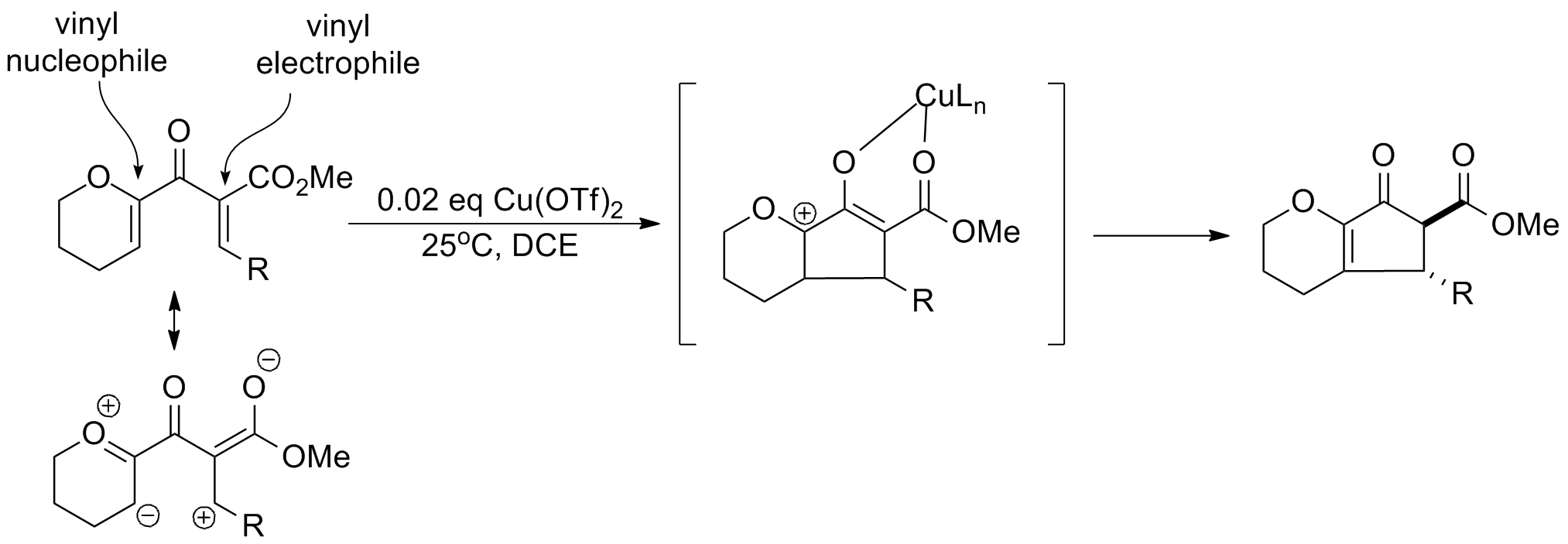
Příklad polarizované Nazarovovy cyklizace

Katalytické aktivace lze často uskutečnit i samotnými skupinami dodávajícími či odtahujcími elektrony, i když jsou výtěžky takových reakcí zpravidla nižší.

### Odlišné způsoby tvorby kationtů
Nazarovových cyklizací se může zúčastnit každý pentadienylový kation a k jejich tvorbě lze použít mnoho různých přesmyků, například kationtová otevírání kruhů allyldichlorcyklopropanů katalyzovaná stříbrem. Stříbrná sůl zajišťuje odstraňování chloridových iontů srážením chloridu stříbrného.

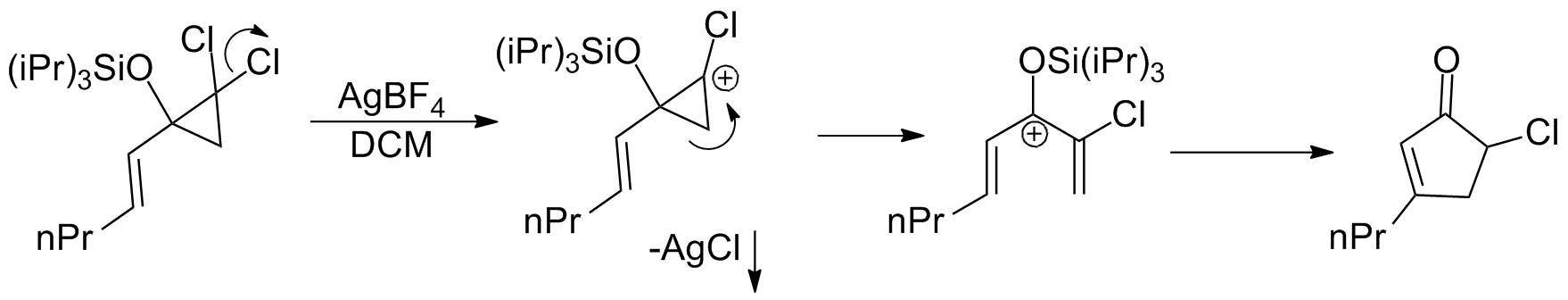
Nazarovova cyklizace iniciovaná dichlorcyklopropanovým přesmykem

Do totální syntézy rokaglamidu byla zahrnuta epoxidace vinylalkoxyallenylovaného stannanu, kdy pentadienylový kation vzniká otevíráním epoxidu.

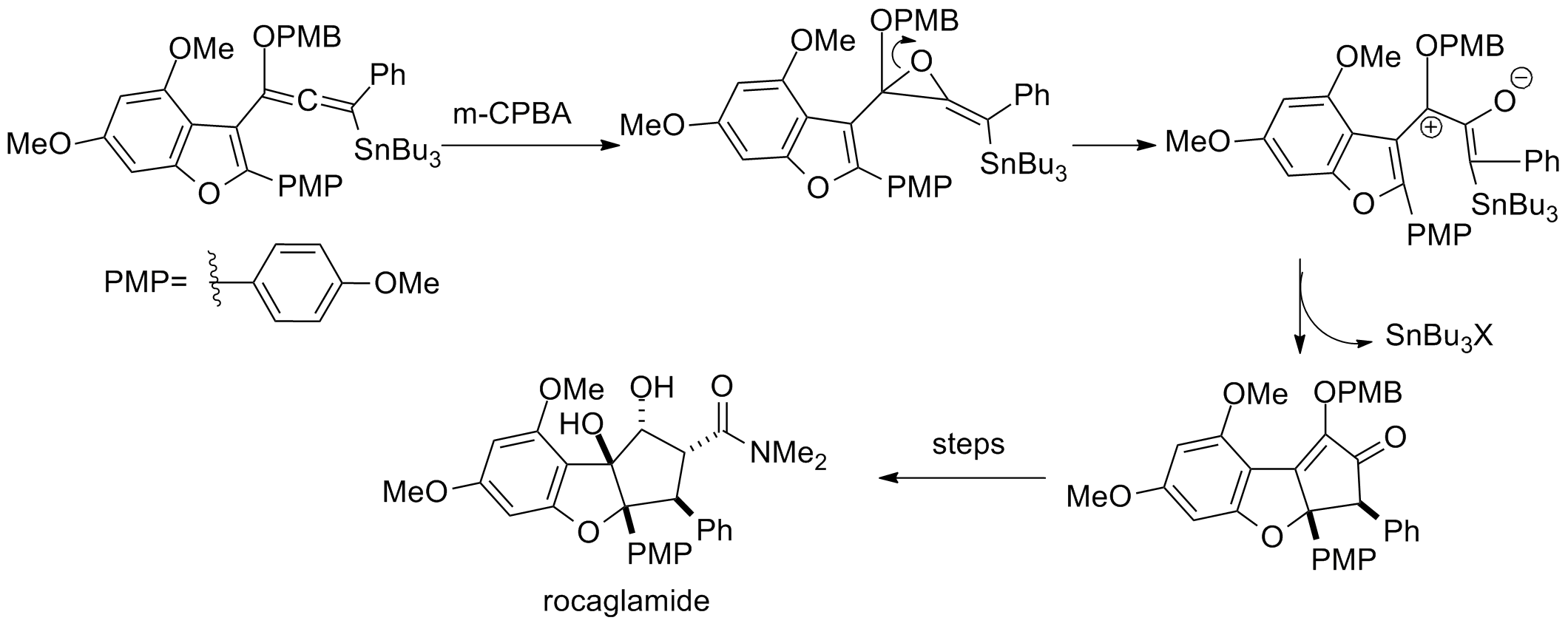
Nazarovova cyklizace iniciovaná oxidací

### Přerušovaná cyklizace

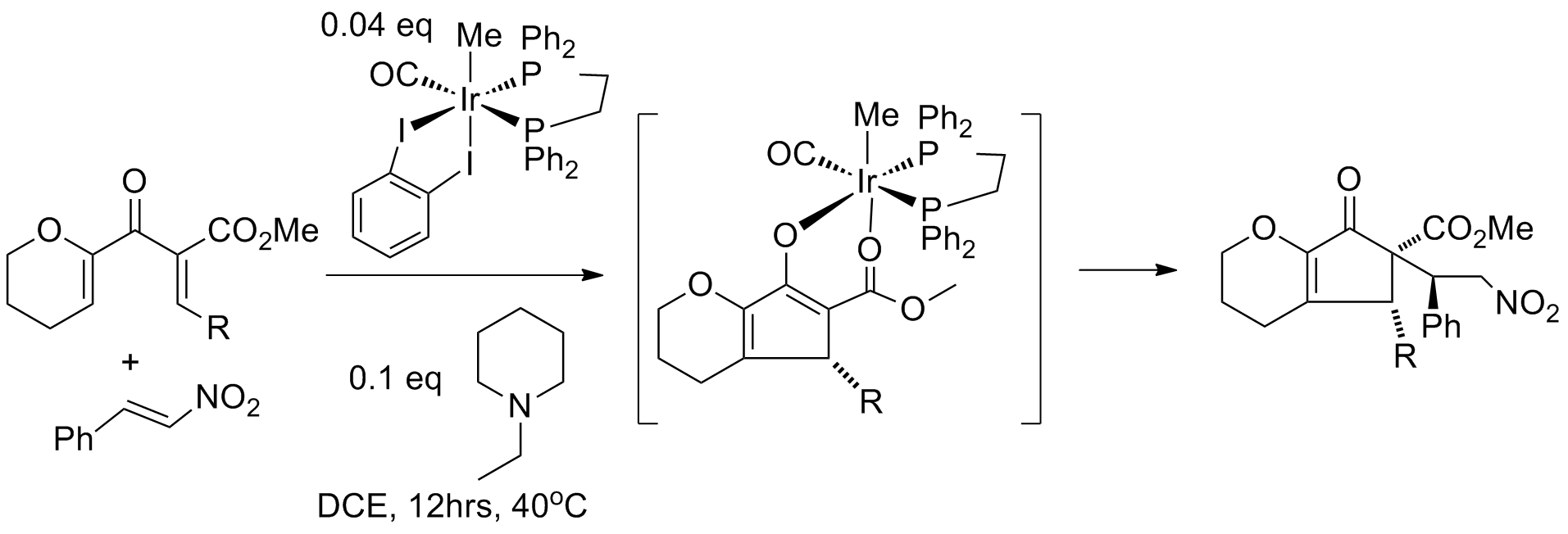
Spojení Nazarovovy cyklizace s Michaelovou reakcí

Při cyklizaci se vytváří oxyallylový kation; ten obvykle vzniká eliminací a následnou tautomerizací enolátu. Tyto dva kroky lze přerušit nukleofily (u eliminace) i elektrofily (u tautomerizace). Zachycování oxyallylových kationtů významně rozvinul Fredrick G. West. Oxyallylové kationty lze zachytit pomocí heteroatomových i uhlíkatých nukleofilů i kationtových cykloadicí. Níže je zobrazena kaskádová reakce, při níž zachycení kationtu vede k tvorbě pentacyklického jádra a reakce je plně diastereoselektivní.

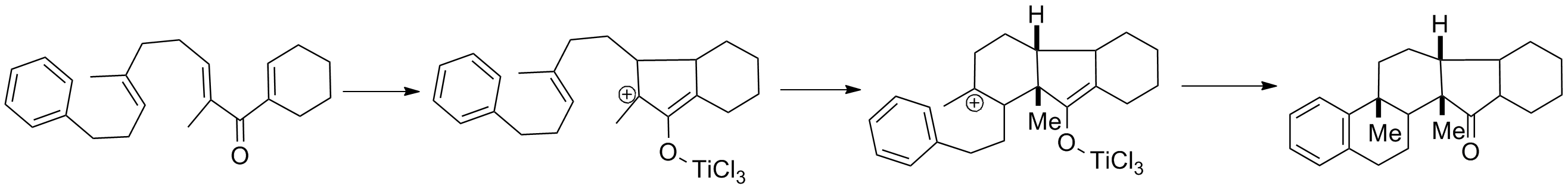
Katintová kaskádová reakce v rámci Nazarovovy cyklizace

Zachycování enolátů elektrofily je méně časté. V jedné studii byla Nazarovova cyklizace spojena s Michaelovou reakcí, kdy iridiový katalyzátor iniciuje nukleofilní konjugovanou adici enolátu na β-nitrostyren. Při této tandemové reakci sloučenina irida katalyzovala obě přeměny: působila jako Lewisova kyselina při cyklizaci a v druhé části se nejprve navázala nitroskupina nitrostyrenu na iridium výměnou ligandů s kyslíkovým atomem karbonylesteru, po které proběhne samotná Michaelova reakce na opačné straně skupiny R.

### Enantioselektivní varianty

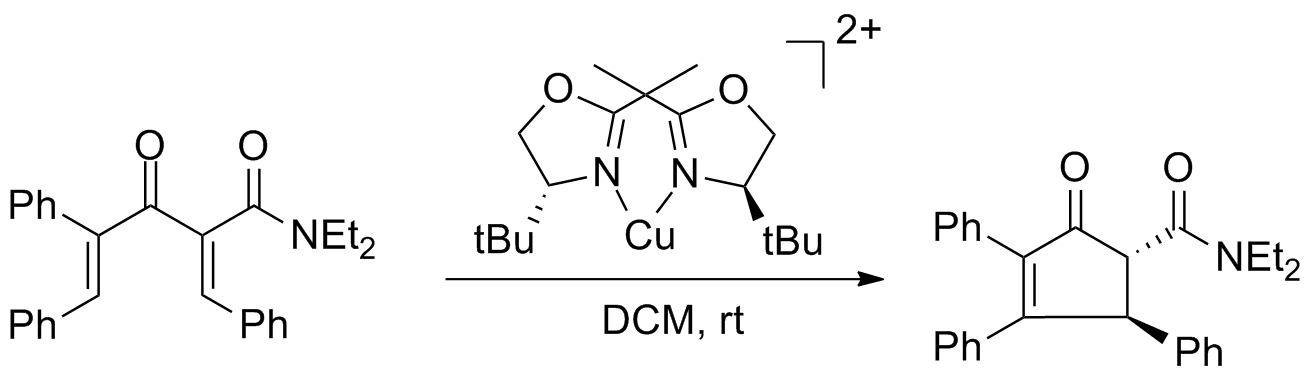
Asymetrická Nazarovova cyklizace řízená Lewisovou kyselinou

Bylo vyvinuto několik druhů enantioselektivní Nazarovovy cyklizace, využívajících chirální pomocníky nebo chirální katalyzátory. Jsou známy i diastereoselektivní varianty, u kterých cyklizaci řídí již vytvořená stereocentra. Téměř všechny jsou zaměřeny na rotační selektivitu; u vinylových skupin převažuje rotace jedním směrem, což ovlivňuje stereochemii produktů.

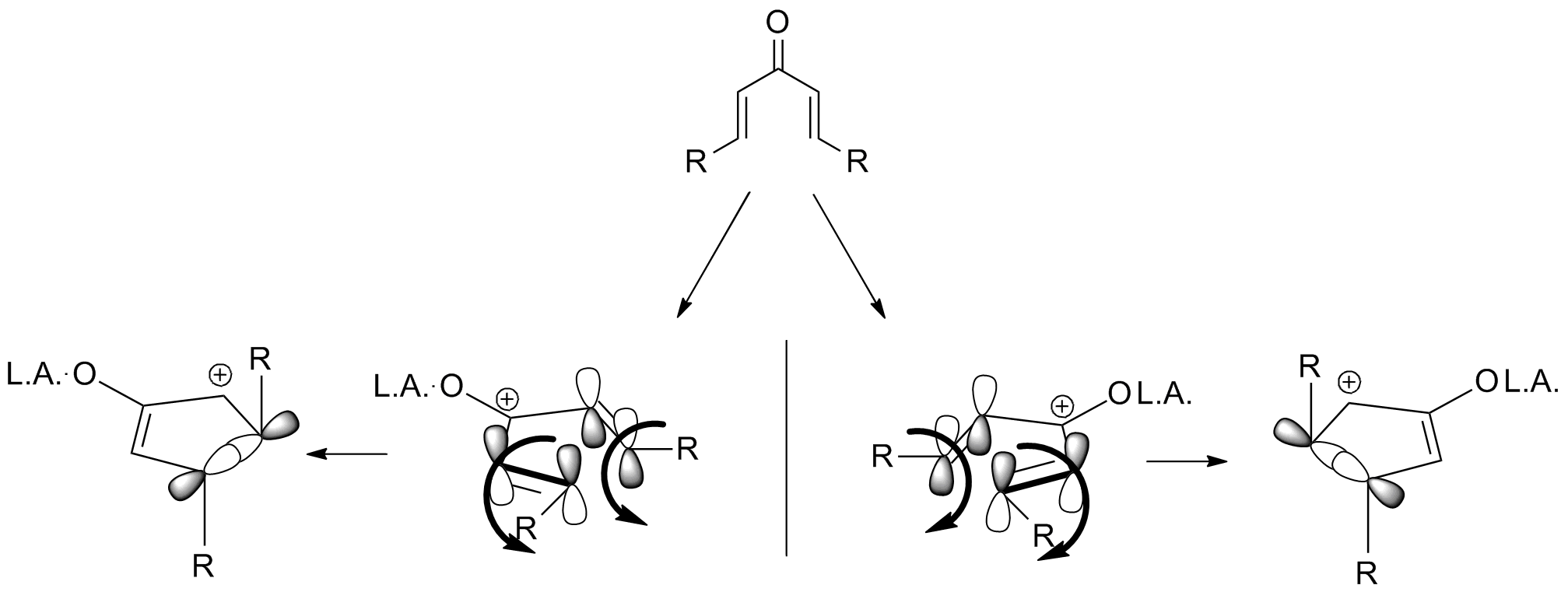

Nazarovovy cyklizace řízené křemíkem mohou vytvářet diastereoselektivitu tímto způsobem. V níže zobrazeném příkladu silylová skupina řídí cyklizaci tím, že brání alkenu rotovat jedním směrem, protože by docházelo k nevýhodným sterickým interakcím a sloučenina křemíku zde tak slouží jako chirální pomocník.

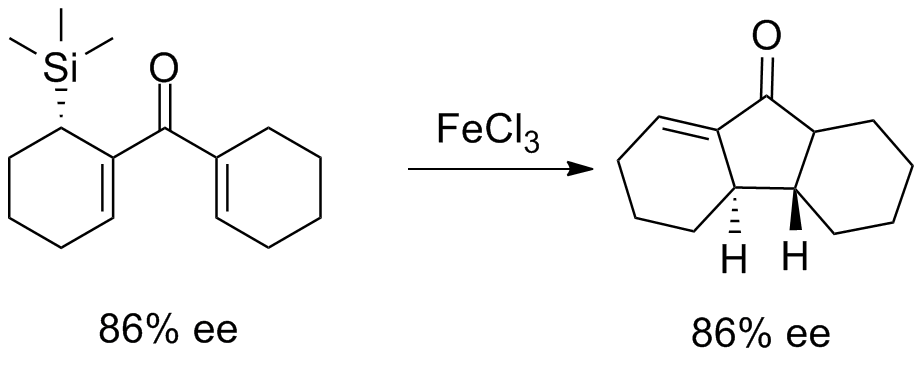
Křemík jako chirální pomocník při Nazarovových cyklizacích

Enantiomerně čisté allenylové substráty mohou převádět axiální chiralitu na tetraedrickou. Níže je zobrazeno použití chirálního diosfenpolu v reakcí, která má 64% výtěžnost a 95% enantiomerní přebytek.

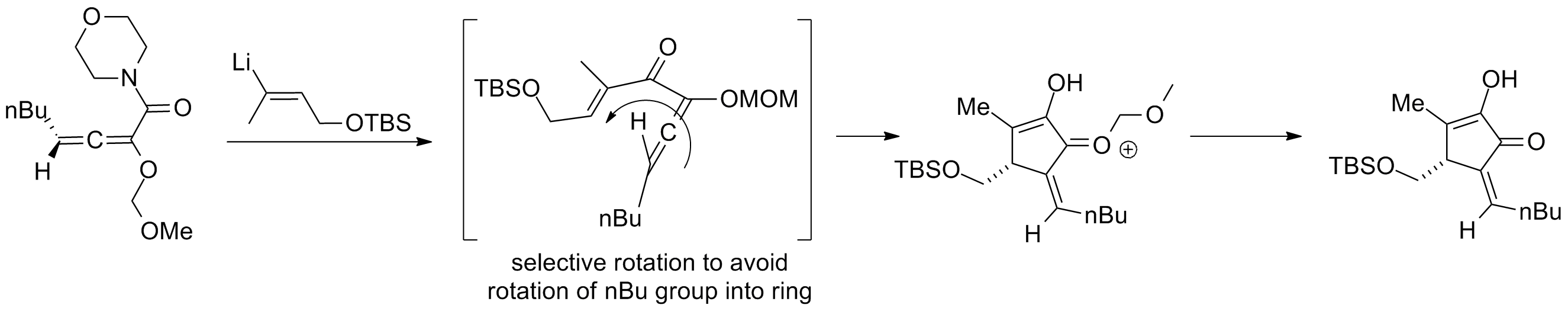
Přeměna axiální chirality na tetraedrickou v Nazarovových cyklizacích allenylvinylketonů

Byl také vyvinut chirální pomocník pro cyklizace nechirálních allenů, založený na kafru, použitý při první asymetrické syntéze roseofilinu. V jednom z kroků byla jako rozpouštědlo použita směs hexafluorpropan-2-olu a 2,2,2-trifluorethanolu.

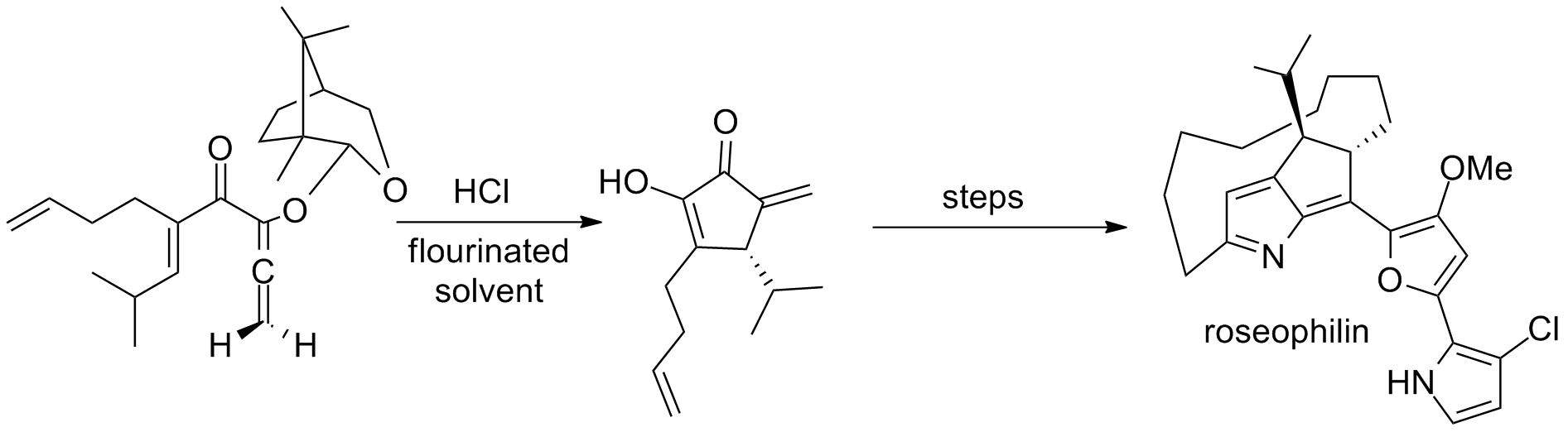
Syntéza roseofilinu s využitím asynetrické Nazarovovy cyklizace

První chirální Lewisovu kyselinu vyvolávající asymetrickou Nazarovovu cyklizaci popsal Varinder Aggarwal; pomocí měďnatých komplexů s bisoxazolinovými ligandy dosáhl enantiomerních přebytků až 98 %. Při použití 50 mol% měďnatého komplexu se enantiomerní přebytek nezměnil, ale výtěžnost byla výrazně nižší.

## Podobné reakce
Jako Nazarovovy cyklizace se obvykle označují i rozšíření její původní podoby; například α-β,γ-δ nenasycené ketony mohou vstupovat do podobných kationtových konrotačních cyklizací, často označovaných jako iso-Nazarovovy cyklizace. K dalším rozšířením patří homo-Nazarovovy cyklizace a vinylogní Nazarovovy cyklizace.

### Retro-Nazarovovy reakce

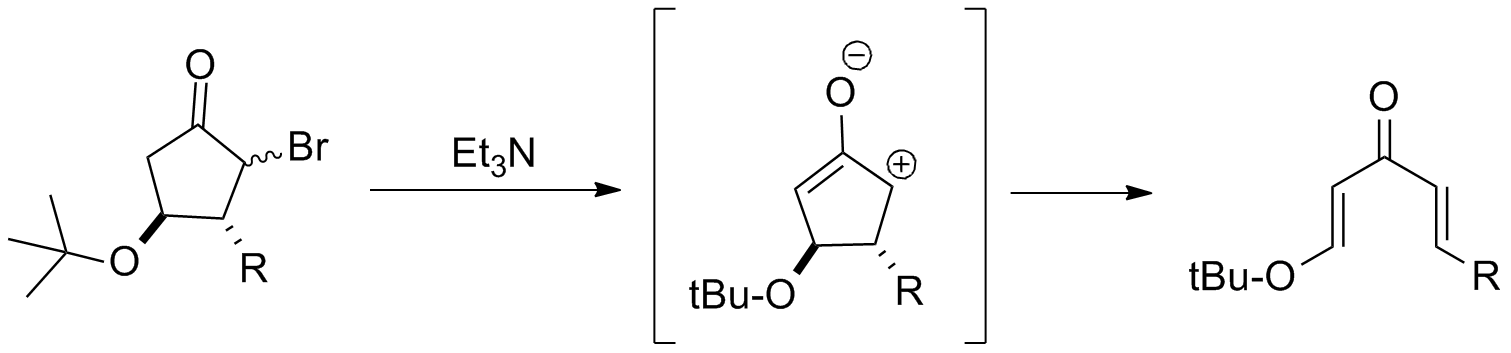
Retro-Nazarovova reakce

Vzhledem k výrazné stabilizaci pentadienylových kationtů skupiny dodávající elektrony, které jsou navázané do poloh β, mohou Nazarovovy cyklizace výrazně narušovat. Z této skutečnosti vychází několik popsaných elektrocyklických otevírání kruhů β-alkoxycyklopentanů, obvykle nazývaných retro-Nazarovovy reakce.

### Imino-Nazarovovy reakce
Dusíkaté analogy Nazarovových cyklizací, označované imino-Nazarovovy cyklizace, se dělí do několika skupin; jsou známy obecné imino-Nazarovy cyklizace (viz níže), a iso-imino-Nazarovy reakce. Tyto reakce mívají nízkou stereoselektivitu, nízké výtěžky a úzký rozsah použitelných substrátů. Obtížnost provedení je způsobena výraznou stabilizací pentadienylového kationtu dodáváním elektronů, které znesnadňuje cyklizaci.

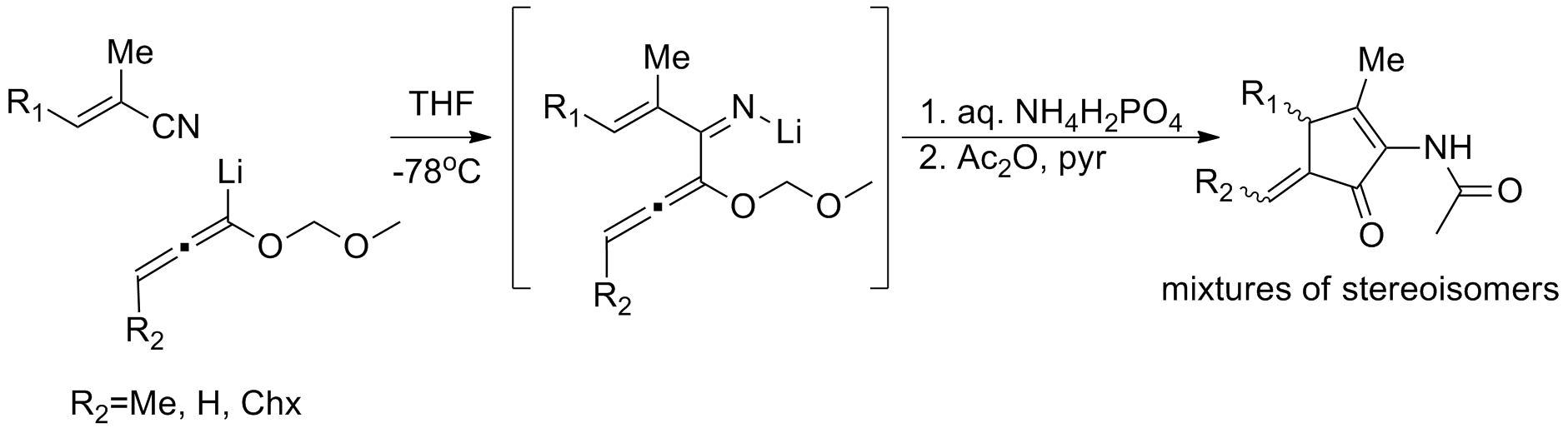
Imino-Nazarovova cyklizace